# Eilene Hannan
Eilene Hannan   (24 de juliol de 1946 - 11 de juliol de 2014) va ser una soprano operística australiana amb fama internacional. Va estar especialment relacionada amb l'òpera cantada en anglès, tot i que també cantava en altres idiomes. Era tan coneguda com actriu com cantant. El seu repertori incloïa Pamina, Susanna, Cherubino, Dorabella i Zerlina de Mozart; Mimì a La bohème de Puccini; Natasha Rostova a Voina i mir de Prokófiev; Tatiana a Ievgueni Oneguin (Txaikovski); Marzelline al Fidelio de Beethoven; Mélisande a Pelléas et Mélisande de Debussy; Blanche a Dialogues des Carmélites (Poulenc); els papers principals a Kàtia Kabànova Jenůfa a Příhody lišky Bystroušky de Janáček,; el Marschallin a Der Rosenkavalier de Richard Strauss; La princesa Eboli al Don Carlo de Verdi; Pat Nixon al Nixon in China d'Adams; Sieglinde i Venus de Wagner; Salomé a Hérodiade de Massenet; i Poppea de Claudio Monteverdi.

## Carrera
Eilene Hannan va néixer a Melbourne, filla d'advocats, George Hannan i de la seva dona Eileen, nascuda Williams. El seu pare es va arribar a ser senador de Victoria. Va assistir a l'escola del Sagrat Cor, a Glen Iris, als afores de Melbourne. A l'escola va estudiar música només per fugir de la geografia, que odiava, però el seu veritable interès era marcar la diferència en la vida d'altres persones en funcions com a treballadora social o consellera. Es va desanimar a seguir aquestes carreres a causa de la seva naturalesa apassionada i els seus dons musicals innats. Els seus estudis de cant seriosos van començar quan només tenia quinze anys.
Va entrar a l'Òpera d'Austràlia el 1971, estrenant-se com a Barbarina a Les noces de Fígaro de Mozart i Gilbert i Sullivan. El 1973 va crear el paper de Natasha Rostova en l'estrena australiana de l'òpera Voina i mir de Sergei Prokofiev, l'òpera escollida com a producció inaugural a l'Òpera de Sydney. Entre els mestres i directors amb els quals va treballar a l'Òpera d'Austràlia hi havia Sir Edward Downes, Sir Mark Elder, Carlo Felice Cillario, Richard Bonynge, Sir John Pritchard, Sam Wanamaker, John Copley i Sir Jonathan Miller.
El seu treball va continuar tant a Austràlia com a l'estranger i va cantar dota la direcció, entre d'altres, de Sir Charles Mackerras, Sir Simon Rattle i Pierre Boulez. El 1989 va cantar Hero a Béatrice et Bénédict de Berlioz amb la companyia britànica Opera North.
CAda cop més descontenta amb la vida de cantant, es va formar i va treballar com a consellera, un interès que havia mantingut des de feia molts anys, però més tard va redescobrir la seva passió pel cant i va continuar una doble carrera. En la dècada de 1990 va fer una gira per Austràlia com a mare abadessa a The Sound of Music.
En la celebració de l'aniversari de la reina Isabel d'Anglaterra de 1994, va ser nomenada membre de l'Ordre d'Austràlia pels seus serveis a l'òpera.
A banda de la seva vida laboral, Eilene Hannan va ser una professora de dialectes de l'anglès i del francès, i va dirigir classes magistrals per a laFundació per a l'Opera Dame Nellie Melba.
Després de la mort dels seus pares, dels quals va tenir cura els seus darrers anys, va tornar a Londres per treballar com a mentora de cantants més joves al Covent Garden. Poc després, li van diagnosticar un càncer de coll uterí inoperable i va morir a Londres l'11 de juliol de 2014, als 67 anys. El 10 d'agost de mateix any se li va retre un homenatge pública al Melbourne Recital Center, un auditori en un centre cultural de la seva ciutat natal.

## Vida familiar i personal
El seu pare, George Hannan, va ser membre del Senat australià en representació de l'estat de Victoria de l'any 1956 a 1965 i de nou de 1970 a 1974, representant la major part del temps al Partit Liberal, però en els seus darrers anys com a independent. La seva germana gran Judith es va casar amb Guy Boileau, més tard Sir Guy Boileau, vuitè baronet. Lady Boileau va morir el 9 d'agost de 2014, menys d'un mes després d'Eilene Hannan. També va tenir dos germans més grans que ella, Peter i Michael.
Eilene Hannan va ser la parella del violoncel·lista Nathan Waks durant un temps en la dècada de 1970. A Anglaterra, el 1980, es va casar amb Phillip Thomas, un pianista gal·lès que tocava a l'Opera Nacional Anglesa. Més tard es van divorciar.